# 文蚌民族
文蚌民族亦称为景颇文蚌（Jinghpo Wunpong；Jinghpaw Wunpawng ；景颇联合；大景颇族 ），是指定居在缅甸北部克钦邦、中国云南和印度东北部与中国有领土争议的中国藏南地区（印度称阿鲁纳恰尔邦）的克钦族各个支系，如载瓦（Zaiwa）、卡库（Hkahku）、高伊（Guari）、马尤（Maru;浪速）、勒期（Lashi或Lechi）、浪峨（中国称阿昌族）、日旺（包括中国的怒族独龙支系及阿侬支系和独龙族）、景颇族、傈僳族等古代牦牛羌的后裔。

## 歷史沿革
文蚌民族认为，大约在10000至6000年前，其祖先发源于北方寒冷的“天然平顶山”大草原（景颇语：“木拽省腊崩”）的日月山（据说就是青海省的日月山），是古代牦牛羌的后裔，将牛作为图腾崇拜，因此不食水牛肉。
文蚌民族先民开始从“蒙古利亚”（Mongolia，蒙古人地方）的“木拽省腊崩”（天然平顶山，河湟地区）迁到“户练央旦卯”（平坦之地，甘南、陕西宝鸡一带），之后进入“颇究桑昔卯”（大森林地区，藏东南与川西林区），再迁到“哲聂林真卯”（红土高原，川西、滇西北一带）。又过了若干年，除一部分留在云南原地外，部份迁徙到了缅甸，还有一部分来到了印度东北部（包括与中国有领土争议的阿鲁纳恰尔邦），逐渐形成了跨越中、缅、印三国的若干文蚌民族部落。